# Margalit'a Chakhnashvili
Margalit'a Chakhnashvili, , coniugata Ranzinger, accreditata Margalita Chakhnashvili dalla WTA (in georgiano მარგალიტა ჩახნაშვილი?; Tbilisi, 9 dicembre 1982), è un'allenatrice di tennis ed ex tennista georgiana.

## Biografia
Ha rappresentato la squadra georgiana di Fed Cup dal 1998 al 2013 ottenendo un totale di 30 successi a fronte di 27 sconfitte, detiene il record di successi in singolare per la sua nazione.
Ha partecipato alle olimpiadi di Londra 2012 in coppia con Anna Tatišvili: le due sono state eliminate all'esordio.